# Iglesia de Nuestra Señora de las Mercedes (Montebello)
La Iglesia de Nuestra Señora de las Mercedes es un templo católico situado en Montebello (Colombia). Está dedicado a la Virgen María bajo la advocación de la Merced o de las Mercedes. Pertenece a la jurisdicción eclesiástica de la diócesis de Caldas. El edificio de estilo neogótico, fue diseñado el arquitecto belga Agustín Goovaerts, quien además diseño los templos de varios municipios de Antioquia. Cuenta con una sola torre ubicada al lado izquierdo de la fachada principal, la cual remata en aguja y en su interior está dividido en tres naves. 

## Historia
El primer templo en el paraje de Montebravo (hoy Montebello) data de 1884, año en que se ofició de la primera misa por Jenaro Arroyave, cura cooperador de La Ceja. La edificación era una capilla pajiza consagrada a San José, la cual fue mejorada a medida que las circunstancias lo exigían, fue dotada de campanas y reloj en la torre principal. El templo fue reflejando el progreso local que facilitó la categoría de corregimiento en 1889. El pueblo fue erigido como parroquia en 1912
Es muy probable que a finales de 1886 Mariano J. Villegas Serna (cura de la viceparroquia) ya venía con la idea de contar con un nuevo templo, ya que cuando inició su tercer periodo parroquial (comprendido entre 1918 a 1926) comenzó casi de inmediato a promocionar entre la población el proyecto del nuevo templo, encontrando apoyo y rápidamente se dio principio a la construcción de la iglesia.
Inicialmente, la obra se proyectó ocupando toda el área de la antigua capilla destinada al culto de San José, pero a petición de conservarla, el proyecto varió para ajustarlo en el sitio que ocupa hoy en día el templo de Nuestra Señora de las Mercedes.
Los diseños del templo corrieron por cuenta del arquitecto belga Agustín Goovaerts, quien había llegado a Colombia en 1920 para desempeñarse como “Ingeniero-Arquitecto del Departamento de Antioquia”. La obra pudo iniciarse gracias al espíritu de colaboración y deseos de progreso de los habitantes, principalmente de la vereda La Peña, nunca faltaron a los “convites” programados cada semana para la consecución y recolección de materiales, tales como piedra, arena, cal, maderas, etc.. Otros personajes con alguna solvencia económica, generosamente y en forma discreta hicieron sus aportes mensuales para el pago de trabajadores, principalmente a los maestros de obra y para la adquisición de materiales. Cabe resaltar los nombres de las hermanas Natividad, Ana Sofía y Cleofe López, Ana Sofía Hernández y Raquel Cossio.
Los directores o maestros constructores, fueron, Marco Tulio Fonnegra, Ricardo Betancur, oriundos de Sonsón y José Escobar de La Estrella, iniciaron vaciando los muros laterales de tierra pisada de ochenta centímetros de espesor. Los ladrillos del frontis y de algunos ubicados en los muros laterales se pegaron con una mezcla preparada de cal y sangre de buey. El último ladrillo de la edificación lo colocó en ceremonia solemne el presbítero Fernando Posada en 1935 en que concluía la primera etapa en obra negra de la edificación.
Trabajaron en la construcción del templo, además de Villegas, los presbíteros Luis Eduardo Pérez, Samuel Álvarez y Antonio Hernández, a este último le correspondió la decoración. Las primeras campanas fueron donadas en 1926 por el pueblo, en la administración del Padre Villegas, se desempeñaba como Sacristán Deogracias Vallejo V. recibiendo un sueldo de $3,50 al mes; las campanas mayores las donaron los esposos Ignacio López y María de la Paz Martínez de López en 1936. Las actuales puertas son obra de Manuel Giraldo y Víctor Ríos por los años 1930.
La nave lateral derecha fue financiada en 1935 por los hermanos Francisco, Manuel y Darío Ángel; Antonio Ramírez, Gregorio, Obdulio, Pedro P., Elíseo, Manuel e Isaías López; la lateral izquierda construida con la ayuda de toda la familia de Ernesto Villegas, en homenaje y gratitud a Nuestra Señora de los Dolores en abril de 1936. La puerta central fue costeada por Ángel María López y Vicente Restrepo en ese mismo año. La elevada torre del reloj se terminó a finales de 1939. A medida que se edificaba el tempo se construía la casa cural, terminando paralelamente.
La vieja capilla estuvo en servicio hasta 1940 de allí en adelante la destinaron como teatro cultural parroquial para representar veladas y comedias de las escuelas y grupos escénicos. En 1937 se le acondicionó para reemplazar temporalmente la iglesia que necesitó reformas como consecuencia de un incendio en la casa cural; hoy en día el área la dividieron, acondicionando locales comerciales y una buena parte consignada a otras actividades.